# Foulangues
Foulangues település Franciaországban, Oise megyében. Lakosainak száma 193 fő (2022. január 1.). Foulangues Balagny-sur-Thérain, Cires-lès-Mello és Ully-Saint-Georges községekkel határos.

## Népesség
A település népességének változása:
| Lakosok száma | 199  | 198  | 198  | 198  | 199  | 197  | 195  | 193  |
|               | 2013 | 2015 | 2017 | 2018 | 2019 | 2020 | 2021 | 2022 |